# Ligne 16 du tramway de Bruxelles
Pour les articles homonymes, voir Ligne 16.
La ligne 16 est une ancienne ligne du tramway de Bruxelles qui a fonctionné jusqu'au 18 mars 1968.

## Histoire
La ligne relie le Heysel à Bruxelles à la place Léopold Wiener à Watermael-Boitsfort par la place Saint-Lambert, le cimetière de Jette, la place Werrie, la place de l'Yser, le boulevard de ceinture jusqu'à la porte de Namur et de là, la chaussée d'Ixelles, la place Eugène Flagey, les avenues des Éperons d'Or, de l'Hippodrome, Adolphe Buyl, la gare de Boondael, la chaussée de la Hulpe et l'avenue Delleur[réf. nécessaire].

Plan.

Elle est supprimée le 18 mars 1968 lors de la cinquième phase de restructuration du réseau de tramway bruxellois, son itinéraire est repris par deux lignes, :
- la ligne 18 entre le Centenaire à Laeken et la porte de Namur à Bruxelles ;
- la nouvelle ligne 32 entre la porte de Namur et la place Wiener à Boitsfort.